# 塔科沃

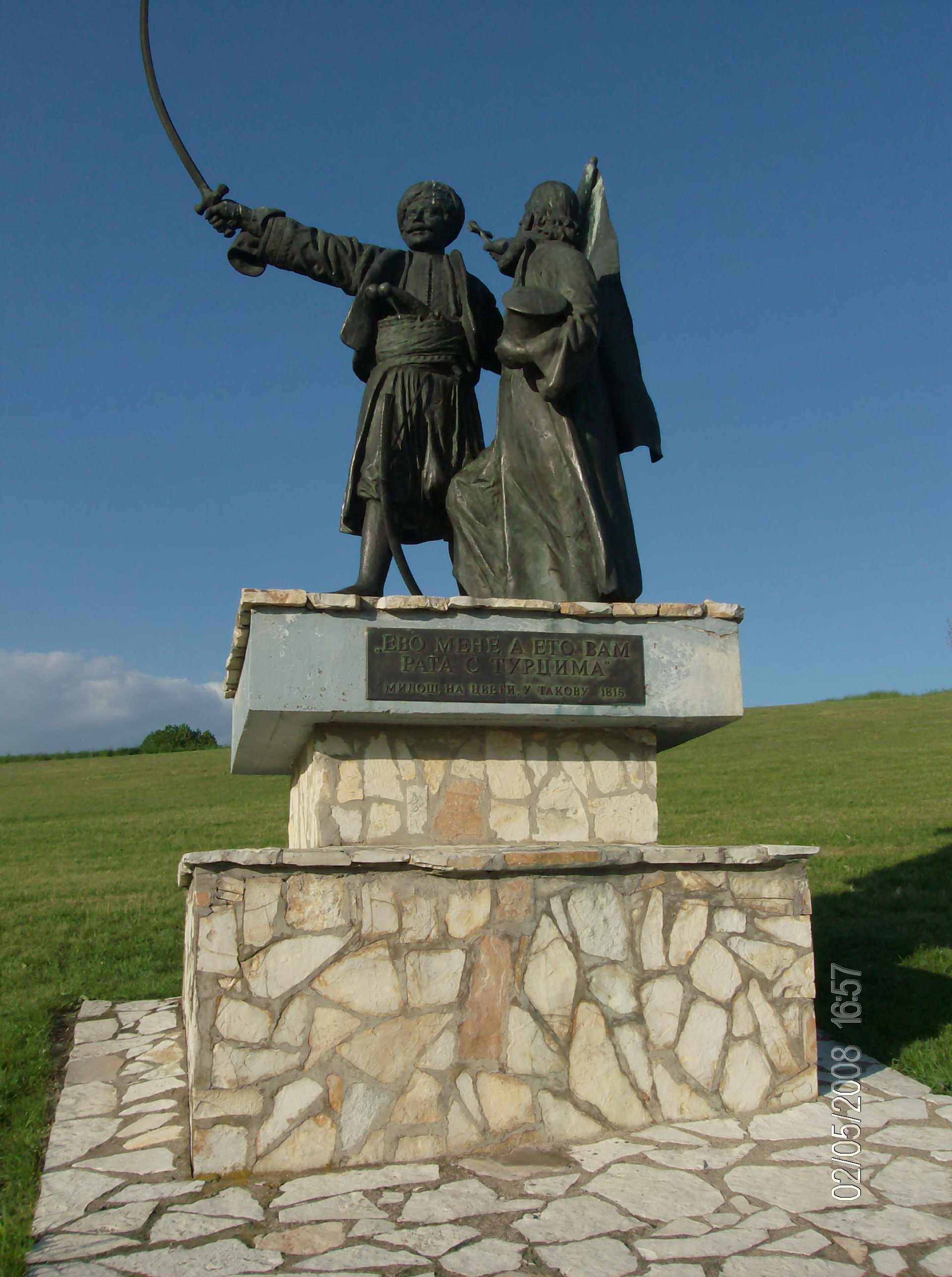
塔科沃

塔科沃是塞尔维亚上米拉諾瓦茨境內的一个村庄。根据2011年人口普查，该村有人口458人，由米洛斯·歐布雷諾維奇一世领导的第二次塞尔维亚起义就是在这个村庄爆發的。